# Niton
Niton – wieś w Anglii, na wyspie Wight. Leży 13 km na południe od miasta Newport i 131 km na południowy zachód od Londynu. W 2001 miejscowość liczyła 1142 mieszkańców.